# OR5P3
OR5P3 (англ. Olfactory receptor family 5 subfamily P member 3) – білок, який кодується однойменним геном, розташованим у людей на короткому плечі 11-ї хромосоми. Довжина поліпептидного ланцюга білка становить 311 амінокислот, а молекулярна маса — 34 296.
| 10         |  | 20         |  | 30         |  | 40         |  | 50         |
| ---------- |  | ---------- |  | ---------- |  | ---------- |  | ---------- |
| MGTGNDTTVV |  | EFTLLGLSED |  | TTVCAILFLV |  | FLGIYVVTLM |  | GNISIIVLIR |
| RSHHLHTPMY |  | IFLCHLAFVD |  | IGYSSSVTPV |  | MLMSFLRKET |  | SLPVAGCVAQ |
| LCSVVTFGTA |  | ECFLLAAMAY |  | DRYVAICSPL |  | LYSTCMSPGV |  | CIILVGMSYL |
| GGCVNAWTFI |  | GCLLRLSFCG |  | PNKVNHFFCD |  | YSPLLKLACS |  | HDFTFEIIPA |
| ISSGSIIVAT |  | VCVIAISYIY |  | ILITILKMHS |  | TKGRHKAFST |  | CTSHLTAVTL |
| FYGTITFIYV |  | MPKSSYSTDQ |  | NKVVSVFYTV |  | VIPMLNPLIY |  | SLRNKEIKGA |
| LKRELRIKIF |  | S          |  |            |  |            |  |            |

A: Аланін

C: Цистеїн

D: Аспарагінова кислота

E: Глутамінова кислота

F: Фенілаланін

G: Гліцин

H: Гістидин

I: Ізолейцин

K: Лізин

L: Лейцин

M: Метіонін

N: Аспарагін

P: Пролін

Q: Глутамін

R: Аргінін

S: Серин

T: Треонін

V: Валін

W: Триптофан

Кодований геном білок за функціями належить до рецепторів, g-білокспряжених рецепторів, білків внутрішньоклітинного сигналінгу. 
Локалізований у клітинній мембрані, мембрані.